# Megabalanus stultus
Megabalanus stultus är en kräftdjursart som först beskrevs av Darwin 1854.  Megabalanus stultus ingår i släktet Megabalanus och familjen havstulpaner. Inga underarter finns listade i Catalogue of Life.

## Bildgalleri

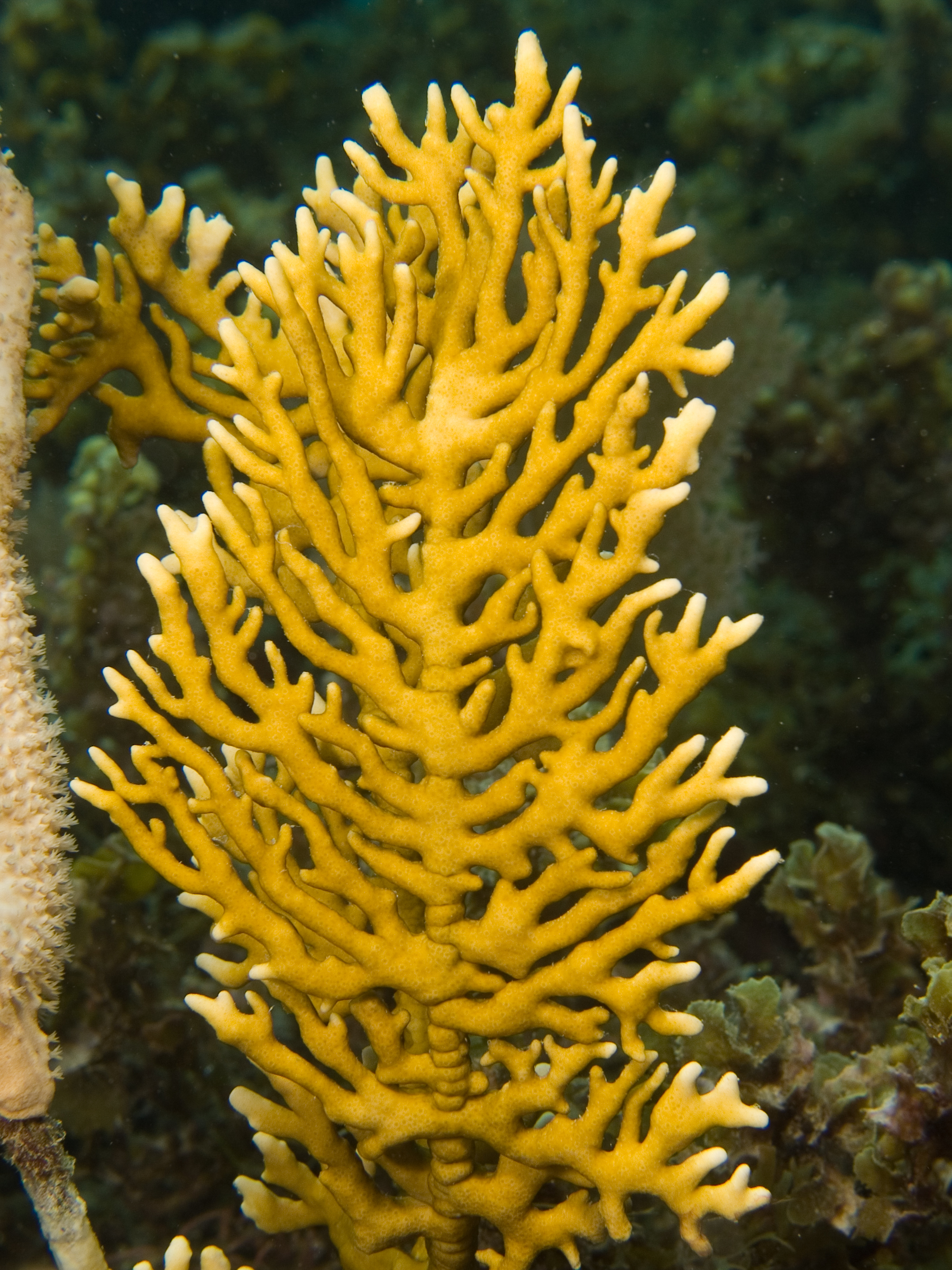